# آيرميش
آيرميش (بالإنجليزية: AirMech)‏ ، هي لعبة فيديو من نوع اللعب الجماعي على الإنترنت في المبارزة القتالية، أنتجت من قبل شركة كاربون غيمز سنة 2015م، ونشرها شركة يوبي سوفت ، وتعمل على أنظمة غوغل كروم نيتف كلينت ومايكروسوفت ويندوز وإكس بوكس ون وبلاي ستيشن 4.

## وصلة خارجية
- الموقع الرسمي